# A Fera na Selva
The Beast in the Jungle (bra/prt: A Fera na Selva) é uma novela curta do escritor inglês Henry James, publicada em 1903, como parte da coletânea The Better Sort. Considerada como uma das melhores do escritor, trata de temas como solidão, destino, amor e morte. Também é considerada como de difícil tradução, devido às sutilezas do texto original e da trama. A história tem paralelos com a biografia do próprio autor. O estilo da obra é realista e a história se passa na Inglaterra de então.
No Brasil, há duas edições da obra:
1. com tradução de Fernando Sabino, pela Editora Rocco, em 1985;[1]
2. com tradução de José Geraldo Couto, pela editora Cosac & Naify, em 2007.[2]

## Enredo
Após dez anos, John Marcher reencontra casualmente May Bartram. Ele não se lembra muito bem do encontro anterior, mas May, sim. Ela revela que ele lhe havia contado então seu grande segredo: que esperava que lhe acontecesse, inesperadamente, um grande e único acontecimento, que mudaria sua vida para sempre; algo que ele nem imaginava o que poderia ser, nem se seria bom nem mau, o que o fazia sentir-se como se estivesse na selva e houvesse uma fera à espreita, pronta para saltar sobre ele a qualquer momento; e que tal coisa parecia não fazer nenhum sentido, porque ele se considerava um homem comum e insignificante, a quem nada de importante poderia acontecer.
John surpreende-se ao saber que havia exposto isso a May. Ao discutirem o assunto, ela declara que passou a ter tanta certeza quanto ele de que tal evento realmente sucederia. Oferece-se então para esperar com ele ao ataque da fera. Os dois tornam-se amigos e passam a ver-se regularmente. Com o passar do tempo, John chega a considerar casar-se com a amiga, mas desiste porque "um cavalheiro não levava uma senhora à caça ao tigre".
O interesse de John Marcher por May Bartram, mostra o escritor, era motivado pelo egoísmo: ele queria apenas uma confidente. Ele também é cego em relação aos sentimentos da amiga, sempre frio, concedendo apenas migalhas de atenção, covarde e aferrado às próprias idéias, mas acreditando-se generoso e predestinado.
Ao final, já idosos, May torna-se gravemente doente. Num encontro, revela a John que aquilo que ele tanto esperava já havia acontecido, que o tal evento havia sido na verdade um grande desastre, e que esperava que ele nunca ficasse sabendo o que era. Pouco tempo depois, morre. No enterro, John Marcher vê outro homem enterrando um ente querido, e então entende o grande acontecimento da sua vida.

## Filme
Eliane Giardini, Paulo Betti e Lauro Escorel dirigiram uma adaptação lançada em festivais em 2017.